# Lyrognathus
Genre
Lyrognathus est un genre d'araignées mygalomorphes de la famille des Theraphosidae.

## Distribution
Les espèces de ce genre se rencontrent en Asie du Sud et en Asie du Sud-Est.

## Liste des espèces
Selon World Spider Catalog (version 14.0, 2013) :
- Lyrognathus achilles West & Nunn, 2010
- Lyrognathus crotalus Pocock, 1895
- Lyrognathus fuscus West & Nunn, 2010
- Lyrognathus giannisposatoi Nunn & West, 2013
- Lyrognathus lessunda West & Nunn, 2010
- Lyrognathus robustus Smith, 1988
- Lyrognathus saltator Pocock, 1900

## Publication originale
- Pocock, 1895 : On a new and natural grouping of some of the Oriental genera of Mygalomorphae, with descriptions of new genera and species. Annals and Magazine of Natural History, sér. 6, vol. 15, p. 165-184 (texte intégral).